# Giv os naturen tilbage
Giv os naturen tilbage er en dansk dokumentar-reportage fra 2020 i fire dele. Den var en del af DR's fokus på vild natur og biodiversitet. Den viser Frank Erichsen, kendt som Bonderøven, i samarbejde med blandt andre Hjørring Kommune, der som led i kommunens plan "Naturkommunen blomstrer vildt” med fagfolk inddrager flere interessenter i kommunen, herunder kommunen selv, for at skabe metoder til at få mere vildt blomster- og dyreliv og højere biodiversitet.
Gennem 4 afsnit af en times varighed følger man Frank Erichsen, kommunen og biologernes inddragelse af borger, landmænd og virksomheder i naturforandringen. Serien er produceret som led i DR's kampagne på vild natur og biodiversitet fra efteråret 2020, og er baseret på idé fra filminstruktør Georg Larsen og tegner og miljøaktivist Anders Morgenthaler. Projektet ses som et pilotprojekt, der kan udrulles til alle kommuner i landet.[kilde mangler]

## Episoder

### 1. Kampen om græsset
I første episode følges Frank Erichsen og Hjørring Kommune søsætning af projektet ved at skabe opmærksomhed om planen for byens borgere. Det første skridt er at få ændret folks holdning til græsslåning. Kommunen afsætter arealer i rabatter langs kommunens veje og rundkørsler til projektet, beboerne i Hjørring lægger haver til ved at anlægge vilde, upassede haver. I første afsnit mødes projektet både af velvilje og skepsis.

### 2.Sommerfuglebroen
I andet afsnit får Frank Erichsen parcelhushaveejer Ditte Hjørringgaard med på projektet med at inddrage så mange som muligt af hendes naboer i ideen om at skabe en korridor af vild natur gennem parcelhusområdet. Inde midt i byen ligger området Hjørring Bjerge, byens højeste punkt, som bliver holdt som vild natur og paradis for sommerfugle. Uden for byen, ved Rubjerg Knude ligger et andet sommerfugle paradis. Men de to områder er afskåret fra hinanden. Den danske biolog og sommerfugleekspert Morten D.D. Hansen deltager i projektet med at skabe en korridor, så de to områder kan kobles sammen for de vilde sommerfugle.

### 3. Korn eller kællingetand
I tredje afsnit arbejde Frank Erichsen og Morten D.D. Hansen, i samarbejde med biolog Rasmus Ejrnæs  på at overtale de lokale landmænd omkring Hjørring til at deltage i projektet. De store monokulturelle landbrugsarealer skal brydes op. Og med Søren Smalbro, landmand og byrådsmedlem i Hjørring, som frontrunner, findes der ud af, at der kan afgives områder til vild natur fra landbrugsarealet. ca. 3-5% jord kan "sættes fri". Der findes løsninger, som både økonomisk og biologisk giver mening. En anden udfordring projektet mødes af er, at vanerne blandt kommunens arbejdere, der plejer at klippe rabatter etc. Imens er Ditte Hjørringgaard på hårdt arbejde med skeptiske parcelhushaveejere mens Frank aktivere det politiske niveau på Christiansborg.

### 4.Blomster og bier
I den sidste episode, som er optaget foråret 2020, er hele projektet udfordret af restriktioner i forbindelse med covid-19. I denne episode inddrages boligforeningerne og de store grønne arealer, de administrerer. Projektet mødes med udbredt skepsis af beboerne i boligforeningerne. Generelt er alle de arealer, der er inddraget i projektet, forsvarets arealer, de store industrier og skoler osv. er under udvikling med er også påvirket af det traditionelle syn, at upassede arealer er sjusket. Projektet afsluttes, med blandt andet deltagelse af miljøminister Lea Wermelin, med at Morten D.D. Hansen fremlægger resultatet. Dobbelt så mange vilde bier og en 1/3 flere arter. Sommerfugle er firedoblet. Projektet bliver bedømt som en succes.
Programmerne blev produceret som led i DR's fokus på biodiversitet. Et andet program fra samme fokus er Vilde haver - gør det selv.
Giv os naturen tilbage blev oprindeligt sendt på DR i 2020. Serien er produceret af Impact TV.